# جنایات جنگی اسرائیل
جنایات جنگی اسرائیل نقض قوانین کیفری بین‌المللی از جمله جنایات جنگی و جنایت علیه بشریت است که نیروهای دفاعی اسرائیل، شاخه نظامی دولت اسرائیل، از زمان تأسیس اسرائیل در سال ۱۹۴۸ آن را مرتکب شده‌اند اینها شامل هدف قرار دادن و کشتن عمدی غیرنظامیان، کشتن اسیران جنگی و رزمندگان تسلیم شده، حملات بی‌رویه، مجازات دسته جمعی، گرسنگی دادن به غیرنظامیان، استفاده از سپر انسانی، شکنجه، انتقال اجباری، نقض بی‌طرفی پزشکی، هدف قرار دادن خبرنگاران، حملات هوایی غیرقانونی یا حملات علیه اشیاء غیرنظامی و اشیاء محافظت شده، تخریب‌های بی‌رویه، و تحریک به نسل‌کشی می‌شود.

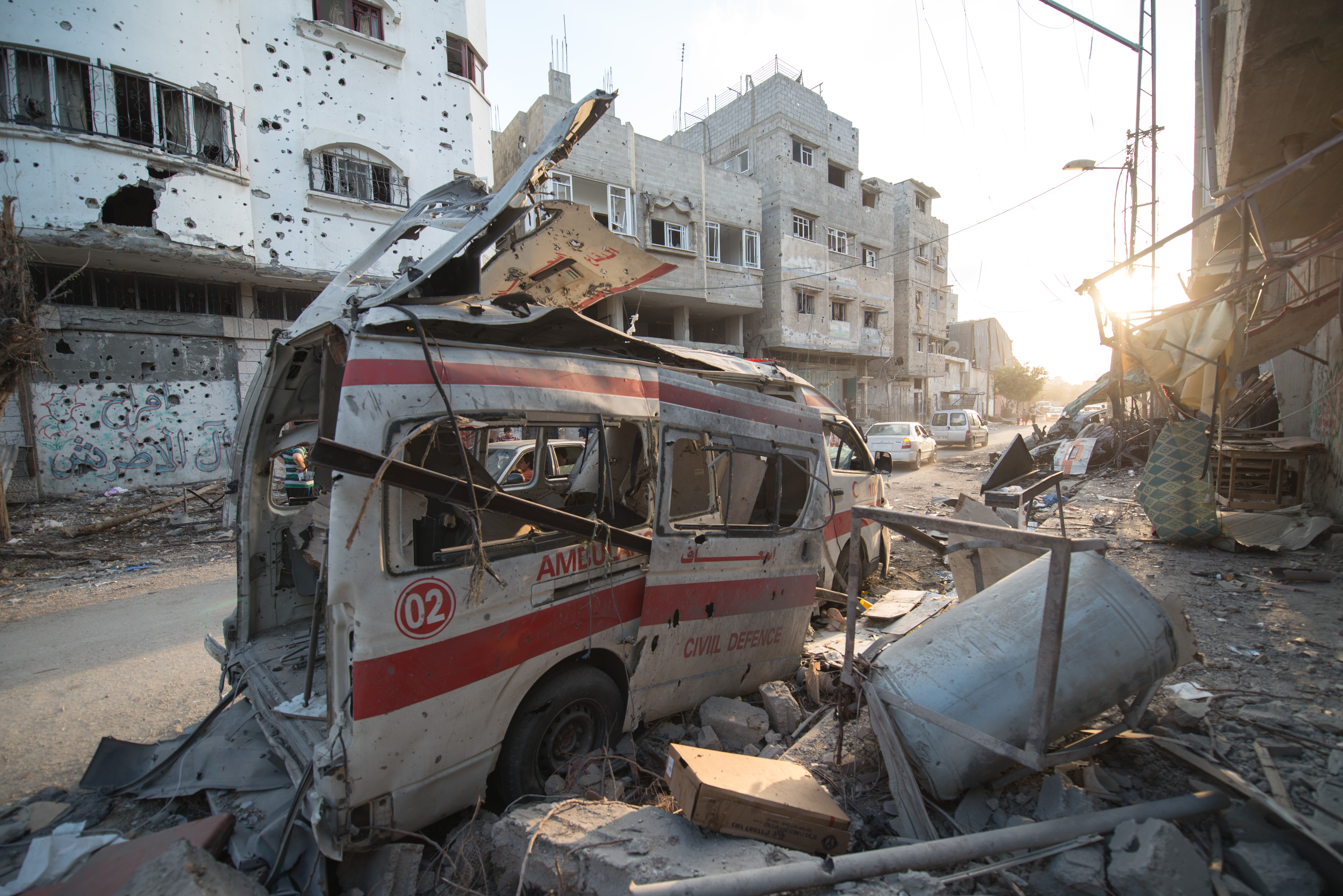
آمبولانسی که در جریان جنگ ۲۰۱۴ غزه در محله شجاعیه در شهر غزه منهدم شد.

اسرائیل کنوانسیون‌های ژنو را در ۶ ژوئیه ۱۹۵۱ تصویب کرد و در ۲ ژانویه ۲۰۱۵، کشور فلسطین به اساسنامه رم ملحق شد و به دادگاه کیفری بین‌المللی صلاحیت رسیدگی به جنایات جنگی انجام شده در سرزمین‌های تحت اشغال اسرائیل را اعطا کرد. کارشناسان حقوق بشر استدلال می‌کنند که اقدامات انجام شده توسط ارتش اسرائیل در جریان درگیری‌های مسلحانه در اراضی اشغالی تحت عنوان جنایات جنگی قرار می‌گیرد. گزارشگران ویژه از سازمان ملل متحد، سازمان‌هایی از جمله دیده‌بان حقوق بشر، پزشکان بدون مرز، عفو بین‌الملل و کارشناسان حقوق بشر اسرائیل را به جنایات جنگی متهم کرده‌اند.
از سال ۲۰۰۶، شورای حقوق بشر چندین مأموریت حقیقت یاب را برای نقض قوانین بین‌المللی، از جمله جنایات جنگی، در اراضی اشغالی، از جمله یک تحقیق دائمی و در جریان از ماه مه ۲۰۲۱، موظف کرده است از سال ۲۰۲۱، دیوان کیفری بین‌المللی تحقیقات در جریانی در مورد جنایات جنگی اسرائیل را در حال انجام داشته است. اسرائیل از همکاری با تحقیقات خودداری کرده است.
در دسامبر ۲۰۲۳، آفریقای جنوبی به کنوانسیون نسل‌کشی متوسل شد و اسرائیل را متهم به ارتکاب جنایات جنگی و نسل‌کشی در سرزمین‌های فلسطینی تحت اشغال و نوار غزه کرد. پرونده نسل‌کشی آفریقای جنوبی علیه اسرائیل, در دیوان بین‌المللی دادگستری پذیرفته شد، و آفریقای جنوبی پرونده خود را در ۱۰ ژانویه ۲۰۲۴ ارائه داد. در مارس ۲۰۲۴، گزارشگر ویژه سازمان ملل در خصوص وضعیت حقوق بشر در سرزمین‌های فلسطینی به این نتیجه رسید که «دلایل منطقی وجود دارد که باور داشت حد آستانه نشان دهنده جرایم جنگی» نشان دهنده ارتکاب نسل‌کشی به وقوع پیوسته است. در نوامبر ۲۰۲۴، دیوان بین‌المللی کیفری برای بنیامین نتانیاهو و یوآف گالانت برای جنایات جنگی و جنایات علیه بشریت حکم بازداشت صادر کرد. در دسامبر ۲۰۲۴, عفو بین‌الملل و دیده‌بان حقوق بشر اسرائیل را به ارتکاب نسل‌کشی در غزه متهم کردند.

## جنگ اعراب و اسرائیل ۱۹۴۸
کشتار و قتل‌عام در طول جنگ فلسطین در سال ۱۹۴۸ منجر به کشته شدن صدها غیرنظامی و سربازان غیرمسلح شد. روستای دیر یاسین در غرب بیت‌المقدس قرار داشت در ۹ آوریل، حدود ۱۲۰ مرد از ایرگون و لحی در عملیات نخشون به روستا حمله کردند. ساکنان ضعیف مسلح مقاومت غیرمنتظره ای در برابر حمله با مقابله با آن نشان دادند. مهاجمان متحمل چهار کشته شدند. ژاک دو رینیر، رئیس هیئت صلیب سرخ بین‌المللی در فلسطین، در ۱۱ آوریل ۱۹۴۸ از دیر یاسین بازدید کرد و «در مجموع بیش از ۲۰۰ کشته، مرد، زن و کودک» را مشاهده کرد. پس از جنگ، برخی از روستاییان پس از نمایش در خیابان‌های اورشلیم اعدام شدند. گروهی از زندانیان در معدن نزدیک و تعدادی دیگر در شیخ بادر اعدام شدند. مورخان امروزه تعداد کل تلفات این کشتار را بین ۱۰۰ تا ۱۲۰ نفر تخمین می‌زنند.

## جنگ شش روزه
در طول جنگ شش روزه در سال ۱۹۶۷، ارتش اسرائیل به کشتن سربازان اسیر، سربازان فراری و غیرنظامیان مصری متهم شد. گبی برون، روزنامه‌نگار یدیعوت آحارونوت، گفت که شاهد اعدام ده زندانی مصری بوده است که ابتدا مجبور به حفر قبرهای خود شدند. مایکل بارزهار گفت که او شاهد قتل سه اسیر جنگی مصری توسط یک آشپز بوده است، و مئیر پائیل گفت که از موارد بسیاری اطلاع دارد که در آن سربازان اسرا یا غیرنظامیان عرب را کشته‌اند. مورخ اسرائیلی، آوری میلشتاین، اظهار داشت که در جنگ سال ۱۹۶۷ حوادث زیادی رخ داد که در آن سربازان مصری پس از اینکه دستان خود را به نشانه تسلیم شدن بالا بردند، توسط سربازان اسرائیلی کشته شدند. میلشتاین گفت: «این یک سیاست رسمی نبود، اما جوی وجود داشت که انجام آن ایرادی ندارد. «برخی از فرماندهان تصمیم گرفتند این کار را انجام دهند، برخی دیگر خودداری کردند. اما همه از آن مطلع بودند.» ادعاهایی مبنی بر اینکه سربازهای مصری در حال فرار به صحرا مورد اصابت گلوله قرار گرفته‌اند، در گزارش‌های نوشته شده پس از جنگ مورد تأیید قرار گرفت. مورخ و روزنامه‌نگار اسرائیلی، تام سگو، در کتاب خود "۱۹۶۷" به نقل از یکی از سربازان می‌نویسد: "سربازان ما فرستاده شدند تا گروه‌هایی از مردان را که در حال فرار بودند را شناسایی کنند و به آنها شلیک کنند. این دستور بود، و در حالی انجام شد که آنها واقعاً تلاش می‌کردند فرار کنند. "

## جنگ ۱۹۸۲ لبنان
در جریان جنگ ارتش اسرائیل در لبنان، در تاریخ ۱۶ تا ۱۸ سپتامبر ۱۹۸۲ «اردوگاه پناهندگان فلسطینی» در لبنان دچار حمله نیروهای از میلیشیاهای اصلی مسیحی در لبنان تحت رهبری سیاستمداری به نام «ایلی حبیقه»، قرار گرفت. این حمله برای انتقام‌گیری از فلسطینیان به‌خاطر ترور بشیر جمیل، رئیس‌جمهور لبنان و رهبر حزب فالانژ (معروف به کتائب)، به دو اردوگاه صبرا و شتیلا در بیروت غربی وارد شدند و بین ۷۰۰ تا ۳٬۵۰۰ نفر که بیشترشان از فلسطینیان و شیعیان لبنان بودند را به قتل رساندند. در ۱۶ دسامبر ۱۹۸۲ مجمع عمومی سازمان ملل متحد با محکوم کردن کشتار آن را نسل‌کشی نامید. انتشار خبرهای کشتار صبرا و شتیلا در اروپا، باعث واکنش شدید مردم نسبت به اسرائیل شد. در ایتالیا کارکنان فرودگاه شرکت خطوط هوایی اسرائیل ال عال را تحریم کردند، نشان‌هایی با آرم ستارهٔ داوود و صلیب شکسته پخش شد و مردم شعار «نازیسرائیل» (ادغام‌شدهٔ واژگان نازی و اسرائیل) سر دادند. در فرانسه آموزگاران یکی از بهترین دبیرستان‌ها تمامی کلاس‌ها را تعطیل کرده و طی نامه‌ای به رئیس‌جمهور فرانسه خواهان قطع روابط دیپلماتیک و اقتصادی با اسرائیل شدند.
پس از انتخاب آریل شارون به نخست‌وزیری اسرائیل خانوادهٔ قربانیان کشتار با استناد به قانونی که برای نخستین بار در سال ۱۹۹۳ در مورد نسل‌کشی روآندا اعمال شد، اقامهٔ دعوی کردند. در ۱۲ فوریهٔ ۲۰۰۳ میلادی دادگاه عالی بلژیک حکم به قابل پیگرد بودن نخست‌وزیر اسرائیل بدین جرم را داد. در حالی که اسرائیل آن را سیاسی خواند. در نهایت در ۲۴ سپتامبر ۲۰۰۳ میلادی به‌خاطر تغییراتی که در قوانین بلژیک از آغاز این حادثه ایجاد شده بود. دادگاه عالی بلژیک قرار منع تعقیب آریل شارون را برای اتهام جنایت جنگی صادر کرد و دلیل آن نداشتن تبعیت بلژیکی شاکیان در زمان وقوع حادثه اعلام شد.

## جنگ غزه
اتهامات متعددی مبنی بر جنایات جنگی علیه اسرائیل به دلیل اقداماتش علیه غیرنظامیان در طول جنگ سال ۲۰۲۳ با حماس مطرح شد. کمیسیون مستقل تحقیقات بین‌المللی سازمان ملل متحد در مورد اراضی اشغال شده فلسطین اعلام کرد که «در حال حاضر شواهد واضحی» از جنایات جنگی وجود دارد و شواهدی را با مقامات قضایی، از جمله مقامات دیوان کیفری بین‌المللی که در حال حاضر در حال بررسی جنایات جنگی در سرزمین‌های اشغالی هستند، به اشتراک خواهد گذاشت.

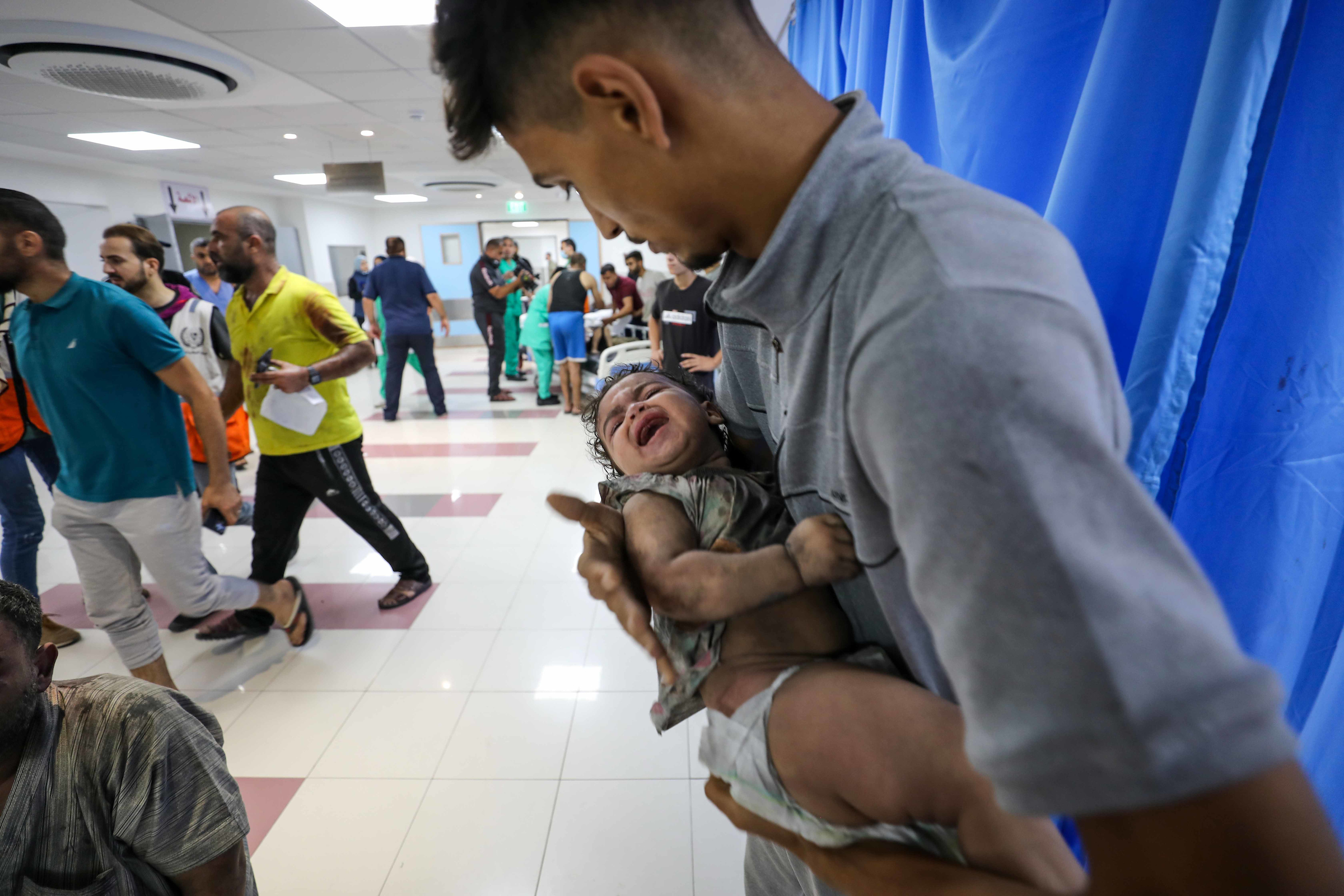
از آغاز جنگ ۲۰۲۳، بیش از ۳۰۰۰ کودک در حملات هوایی ارتش اسرائیل به نوار غزه کشته شدند.

منتقدان معتقدند که دولت بایدن در ایالات متحده به‌طور تلویحی جنایات جنگی اسرائیل را تأیید کرده است.
چندین اقدام انجام شده توسط ارتش اسرائیل به عنوان مجازات دسته جمعی، از جنایات جنگی که بر اساس معاهده در درگیری‌های مسلحانه بین‌المللی و غیر بین‌المللی ممنوع شده است به ویژه ماده ۳ مشترک کنوانسیون ژنو و پروتکل الحاقی ۲، شناخته شد. کریستوس کریستو، رئیس بین‌المللی پزشکان بدون مرز، گفت که میلیون‌ها غیرنظامی در غزه به دلیل محاصره سوخت و دارو توسط اسرائیل با «مجازات دسته‌جمعی» روبرو هستند. گروهی از گزارشگران ویژه سازمان ملل، حملات هوایی اسرائیل به غزه را نوعی مجازات دسته جمعی خواندند و بیان کردند که این حملات هوایی «طبق قوانین بین‌المللی مطلقاً ممنوع است و جنایت جنگی محسوب می‌شود». در واقع، اسحاق هرتزوگ، رئیس‌جمهور اسرائیل، ساکنان غزه را به مسئولیت جمعی برای جنگ متهم کرد. اسرائیل کاتز، وزیر انرژی اسرائیل در پاسخ به اتهامات مجازات دسته جمعی نوشت: "در واقع، خانم نماینده. ما باید خط و نشان بکشیم… تا زمانی که این جهان را ترک نکنند، یک قطره آب یا یک باتری دریافت نخواهند کرد. "

### دسترسی به آب
به عنوان بخشی از محاصره غزه توسط اسرائیل، تمام دسترسی‌ها به آب بسته شد.اسرائیل کاتز، وزیر انرژی اسرائیل، اعلام کرد که به مقامات دستور داده است آب به نوار غزه را قطع کنند. کانال ۱۲ اسرائیل به نقل از کاتز گفت: «تمام لوله‌های آبرسانی از اسرائیل به نوار غزه قطع شده است. ماده ۵۱ قواعد برلین در مورد منابع آبی، پیکارگران را از حذف آب یا زیرساخت‌های آبی تا به مرگ یا تحرک اجباری آن بینجامد منع می‌کند. در ۱۴ اکتبر، اونروا اعلام کرد که غزه دیگر آب آشامیدنی تمیز ندارد و بیش از ۲ میلیون نفر در معرض خطر هستند و به نوشیدن آب کثیف متوسل می‌شوند و خطر ابتلا به بیماری، کم‌آبی و مرگ افزایش می‌یابد.به گفته کارشناسان سازمان ملل، آب یکی از حقوق اساسی بشر است و انکار این حق ناقض قوانین بشردوستانه بین‌المللی و کنوانسیون‌های ژنو است و به گفته کارشناسان سازمان ملل، جنایت جنگی محسوب می‌شود. بمباران بی وقفه همچنین منجر به فرار بیش از یک میلیون نفر از خانه‌های خود و عدم دسترسی به آب و غذا شده است. در ۱۵ اکتبر، اسرائیل با از سرگیری تأمین آب در جنوب غزه موافقت کرد. با این حال، امدادگران و سخنگوی دولت گزارش دادند که آب در دسترس نیست. جوزپ بورل، دیپلمات ارشد اتحادیه اروپا، قطع آب توسط اسرائیل را «ناسازگار با قوانین بین‌المللی» توصیف کرد.
در ۱۲ اکتبر ۲۰۲۳، دیده‌بان حقوق بشر اعلان کرد که ارتش اسرائیل از مهمات فسفر سفید در غزه استفاده کرده است. ارتش اسرائیل این ادعا را رد کرد و آن را «بی چون و چرا نادرست» خواند. فسفر سفید در صورت تماس می‌سوزاند، می‌تواند باعث آسیب‌های عمیق و شدید شود، که ممکن است منجر به نارسایی چند عضوی می‌شود و حتی سوختگی‌های جزئی توسط آن ممکن است مهلک باشد. بر اساس گزارش دیده‌بان حقوق بشر، استفاده از فسفر سفید «به صورت غیرقانونی و غیرقانونی در هنگام انفجار در هوا در مناطق شهری پرجمعیت، جایی که می‌تواند خانه‌ها را بسوزاند و به غیرنظامیان آسیب فاحشی وارد کند بی ملاحظه است» و «الزامات قوانین بشردوستانه بین‌المللی برای انجام تمام تدابیر احتیاطی ممکن برای جلوگیری از صدمات غیرنظامی و تلفات جانی را نقض می‌کند.» به گفته برایان کاستنر، بازرس تسلیحات عفو بین‌الملل، اینکه آیا این جنایت جنگی محسوب می‌شود یا خیر، به «هدف مورد نظر این حمله و استفاده مورد نظر بستگی دارد». استفاده از آن یک سلاح آتش زا محسوب می‌شود که طبق قوانین بین‌المللی در مناطق با تراکم جمعیت بالا ممنوع است. غزه یکی از پرجمعیت‌ترین مناطق جهان است و نزدیک به نیمی از جمعیت آن را کودکان تشکیل می‌دهند.

### گرسنگی دادن
جنگ اسراییل علیه غزه به اشکال مختلف وحشیانه تجلی یافته است و موذیانه‌ترین و ویرانگرترین آنها سلاح گرسنگی بوده است. در ۹ اکتبر ۲۰۲۳، یوآو گالانت، وزیر دفاع اسرائیل اعلام کرد که «هیچ برق، غذا و سوخت» اجازه ورود به غزه نخواهد داشت. آکسفام در ۲۵ اوکتبر ۲۰۲۳ اعلام کرد که اسرائیل گرسنگی را به عنوان یک روش جنگیدن استفاده می‌کند و این نقض قوانین بین‌المللی است. غزه در حال مجازات دسته جمعی مقابل دیدگان جهانیان است. در مارس ۲۰۲۴ جوزپ بورل نماینده عالی اتحادیه اروپا در سیاست خارجی و امور امنیتی اظهار داشت که اسرائیل گرسنگی را به عنوان یک سلاح جنگی استفاده می‌کند.گروه‌های حقوق بشر اسرائیلی گیشا، بتسلم و دیگران می‌گویند که اسرائیل بی سر و صدا یک سیاست گرسنگی یا ترک را برای غزه اتخاذ کرده است. جاناتان فاولر، سخنگوی آنروا، آژانس سازمان ملل که بر توزیع کمک‌های بشردوستانه در غزه نظارت می‌کند، گفت: «وضعیت در غزه مانند یک فاجعه در یک سلسله فجایع است. هیچ جای امنی در غزه وجود ندارد.کارشناسان سازمان ملل در بیانیه‌ای گفتند: «اسرائیل از ۸ اکتبر عمداً مردم فلسطین را در غزه گرسنگی می‌کشد. و غیرنظامیانی را که به دنبال کمک‌های بشردوستانه و کاروان‌های بشردوستانه هستند، هدف قرار می‌دهد. «اسرائیل همچنین چندین بار به روی کاروان‌های کمک‌های بشردوستانه آتش گشوده است، علی‌رغم اینکه این کاروان‌ها مختصات خود را با اسرائیل در میان گذاشته‌اند».

### حملات بی ملاحظه
سازمان ملل متحد اعلام کرد که عملیات هوایی اسرائیل برج‌های مسکونی، ساختمان‌ها، مدارس و اماکن اونروا را هدف قرار داده است که منجر به کشته شدن هزاران غیرنظامی در غزه شده است. دفتر حقوق بشر سازمان ملل می‌گوید حملات هوایی اسرائیل در غزه به‌طور سیستماتیک قوانین جنگ را نقض کرده است. کارشناسان حقوق بشر حملات هوایی بی‌رویه اسرائیل را جنایت جنگی توصیف کردند، اتهامی که اسرائیل آن را رد کرده است. اونروا از اسرائیل خواست ۲۷۰۰۰۰ فلسطینی پناه گرفته را بمباران نکند و تأکید کرد که بر اساس قوانین بین‌المللی هدف قرار دادن آنها منع شده است. ارتش اسرائیل گفت که این حملات را کنترل می‌کند تا مسیر تخلیه امن را فراهم کند. دانیال هاگاری، سخنگوی ارتش اسرائیل گفت: «تأکید بر آسیب رساندن است و نه بر دقت».
هاآرتص، روزنامه اسرائیلی، به نقل از سربازان و افسران حرفه‌ای اشاره کرد که گفتند به فرماندهان اختیار بی‌سابقه‌ای برای عملیات در نوار غزه داده شده است. آنها مدعی شدند که فرماندهان اجازه یا دستور کشتن زنان، کودکان و مردان غیرمسلح را در کریدور نتزاریم داده‌اند. یک سرباز به نقل از یکی از فرماندهان گردان گفت: «هر کسی که از خط عبور کند تروریست است -- بدون استثنا. همه تروریست هستند.» این سربازان همچنین توضیح دادند که چگونه فرماندهان لشکر «قدرت‌های گسترده‌ای» دریافت کردند که به آنها اجازه می‌داد ساختمان‌ها را بمباران کنند یا حملات هوایی بی وقفه را انجام دهند که قبلاً نیاز به تأیید رده‌های بالای ارتش داشت.
حملات هوایی اسرائیل به غزه از ۷ اکتبر تاکنون هزاران تلفات غیرنظامی را بر جای گذاشته است که این حملات غیرقانونی نشان دهنده استفاده ارتش اسرائیل از سلاح‌های انفجاری در مناطق پرجمعیت است. دولت‌ها باید انتقال تسلیحات به اسرائیل را متوقف کنند، از تحقیقات دادگاه کیفری بین‌المللی در فلسطین حمایت کنند و تحریم‌های هدفمندی را علیه مقامات مسئول نقض قوانین جنگ اعمال کنند.

#### حمله هوایی کلیسای سنت پورفیریوس
در ۱۹ اکتبر ۲۰۲۳، یک حمله هوایی ارتش اسرائیل به بخشی از کلیسای قدیس پورفیریوس، از کلیساهای ارتدوکس یونانی در شهر غزه، اراضی فلسطینی تحت اشغال اسرائیل، حمله کرد و از میان بیش از ۴۵۰ مسیحی و مسلمان در کلیسا پناه گرفته بودند، حداقل ۱۸ غیرنظامی فلسطینی را کشت. این حمله هوایی به بیرون کلیسا آسیب وارد کرد و منجر به فروریختن یک ساختمان متعلق به مجموعه کلیسا در مجاورت آن شد. اسقف ارتدکس یونانی اورشلیم این حمله را جنایت جنگی خواند و ارتش اسرائیل را به هدف قرار دادن کلیساها و پناهگاه‌های غیرنظامی متهم کرد.همچنین کشیش جری پیلای، دبیرکل WCC گفت: «ما این حمله غیرانسانی به محوطه‌ای مقدس را محکوم می‌کنیم و از جامعه جهانی می‌خواهیم تا از پناهگاه‌های غزه، از جمله بیمارستان‌ها، مدارس، و عبادتگاه‌ها، حفاظت‌هایی را اعمال کند.ارتش اسرائیل در توجیه این حمله بیانیه ای صادر کرد، در این بیانیه آمده است که این کلیسا هدف مورد نظر حمله هوایی نبوده. و جت‌های جنگنده ای که این حمله را انجام دادند در تلاش بودند تا مرکز فرماندهی حماس را در نزدیکی کلیسا که ارتش معتقد است در پرتاب راکت و خمپاره به سمت اسرائیل دست داشته است، منهدم کنند.

## جنگ ایران و اسرائیل

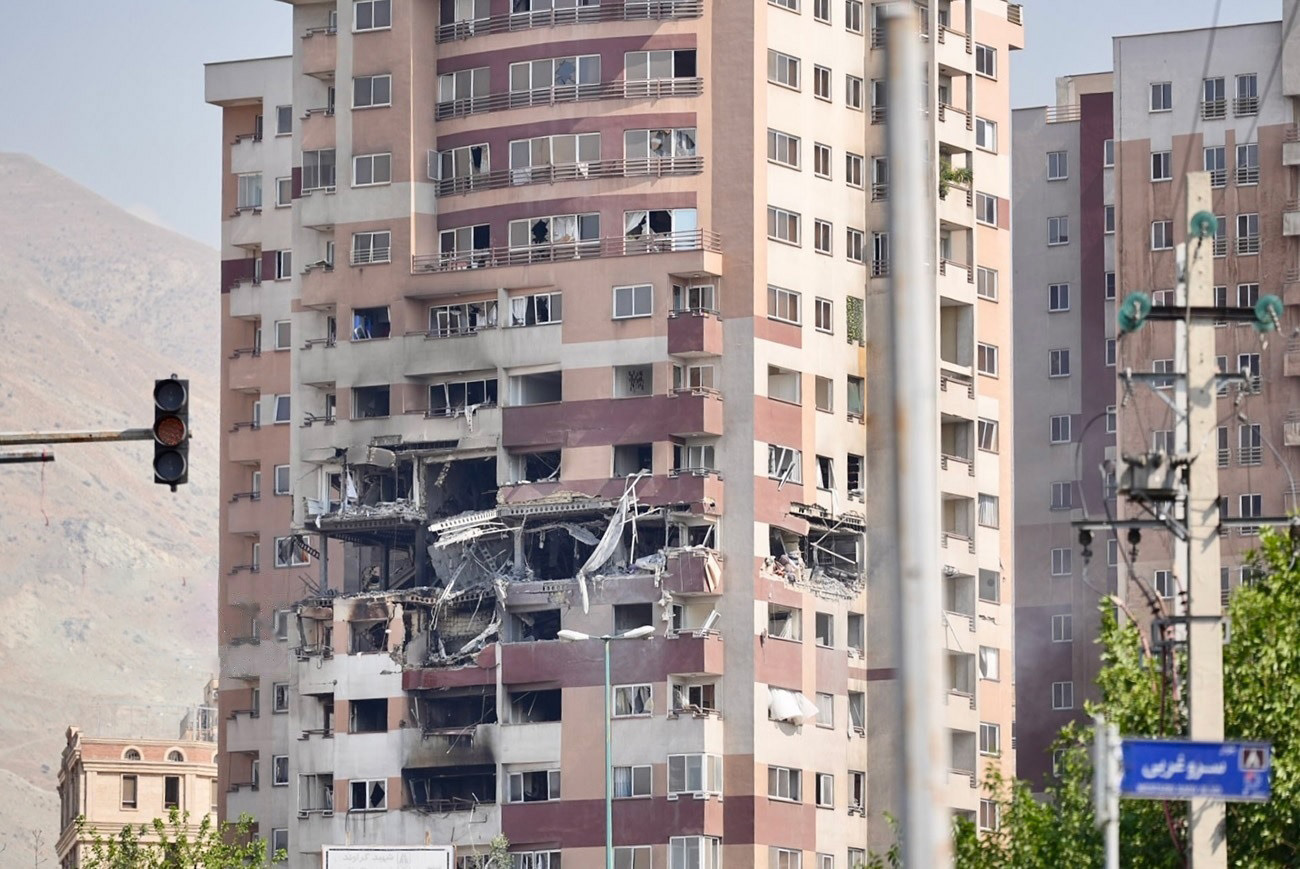
یک ساختمان مسکونی پس از حمله اسرائیل آسیب دیده است

در ۲۳ خرداد ۱۴۰۴، اسرائیل یک کارزار نظامی گسترده را علیه ایران،  موسوم به عملیات شیر در حال برخاستن آغاز کرد، و بیش از ۱۰۰ نقطه از جمله تأسیسات هسته ای و نظامی در تهران، اصفهان، و نطنز را هدف قرار داد. خبرگزاری‌های ایرانی گزارش دادند که این حملات منجر به مرگ دست کم ۲۲۴ نفر و زخمی شدن بیش از هزار تن دیگر شده که بسیاری شان غیرنظامیان از جمله زنان و کودکان بودند و باعث تخریب زیرساخت‌های غیرنظامی چون تأسیسات انرژی، بیمارستان‌ها و ساختمان‌های مسکونی شده است.
این حملات به زیرساخت‌های غیرنظامی در ایران نگرانی‌هایی را از لحاظ حقوق بین‌الملل و نقض کنوانسیون ژنو برانگیخت. به گفته کمیسیون بین‌المللی قضات،  این نهاد بیانیه ای منتشر کرد و گفت که «حمله اسرائیل ناقض حقوق بین‌الملل است، صلح و امنیت را تهدید می‌کند» و «ایران، اسرائیل را به پایبندی به الزامات عدم اشاعه شان و تضمین دسترسی آژانس بین‌المللی انرژی اتمی به همه تأسیسات هسته ای شان» فراخواند. به گفته مارکو میلانوویچ، کوین جان هلر، و سرگی واسیلیف، همگی از دانشوران حقوق بین‌الملل، این حملات یک جنایت تجاوز هستند. دیگر منتقدان از جمله بن سال، وکیل و استاد استرالیایی حقوق بین‌الملل در گاردین نوشتند که می‌توان این حملات را اقدامات تجاوزکارانه غیرقانونی تلقی کرد.
در مقابل ایران مطابق قوانین بین المللی حق دفاع از این تجاوز وحشیانه را برای خود محفوظ داشت و در اقدامی متقابل شهرهای رژیم صیونیستی را با موشک هدف قرار داد که باعث خسارات زیادی در مناطق مختلف اسرائیل شد.